# 五月茶鬚粉蝨
五月茶鬚粉蝨（学名：Aleurothrixus antidesmae）为粉蝨科鬚粉蝨屬下的一个种。